# Are You Ready to Fly
Are You Ready to Fly är en sång av Rozalla, utgiven som singel den 10 februari 1992. Den återfinns på albumet Everybody's Free, utgivet 1992. "Are You Ready to Fly" nådde första plats på Dance Club Songs.